# Drongo drongup
Dicrurus lophorinus
Espèce
Synonymes
- Dicrurus paradiseus lophorinus Vieillot, 1817[1]
- Dissemuroides lophorinus (Vieillot, 1817)[1]
- Dissemurulus lophorinus (Vieillot, 1817)[1]

Statut de conservation UICN

 LC  : Préoccupation mineure
Le Drongo drongup (Dicrurus lophorinus) est une espèce d'oiseaux de la famille des Dicruridae. Son aire s'étend à travers le Sud-Ouest du Sri Lanka.

## Systématique
L'espèce Dicrurus lophorinus a été décrite pour la première fois en 1817 par l'ornithologue français Louis-Pierre Vieillot (1748-1830) comme étant une sous-espèce de Dicrurus paradiseus, sous le protonyme Dicrurus paradiseus lophorinus.